# اچ‌ام‌اس لایولی (۱۷۵۶)
اچ‌ام‌اس لایولی (۱۷۵۶) (به انگلیسی: HMS Lively (1756)) یک کشتی است که طول آن ۱۰۸ فوت (۳۲٫۹ متر) می‌باشد. این کشتی در سال ۱۷۵۶ در کشور انگلستان ساخته شد.